# Dagmar Lassander
Dagmar Lassander, pseudonimo di Dagmar Regine Hader (Praga, 16 giugno 1943), è un'attrice tedesca naturalizzata italiana.

## Biografia
Bellezza dal corpo statuario, con lunghi capelli rossi che incorniciano un volto dai lineamenti perfetti, con intensi occhi verdi dallo sguardo ora dolce, ora conturbante, nata nell'allora Protettorato tedesco di Boemia e Moravia, figlia di una tedesco-cilena e di un francese, iniziò come costumista lavorando fra l'altro alla Deutsche Oper di Berlino Ovest. Dopo aver preso lezioni di recitazione da Claus Holm, ottenne il primo piccolo ruolo nel 1966 in un film di Will Tremper. Successivamente venne diretta da ottimi registi emergenti di lingua tedesca tra i quali Werner Jacobs, Werner Klingler e Ulrich Schamoni e da Hans Schott-Schöbinger, uomo di cinema e di cultura di lungo corso in due lungometraggi di un certo interesse.
L'attrice, tuttavia, si legò presto al ruolo della seduttrice lasciva e dal 1969 iniziò a farsi conoscere nel cinema internazionale, specialmente di produzione italiana. Negli anni settanta e ottanta lavorò, spesso come attrice protagonista, in un gran numero di film erotici, polizieschi e d'orrore diretti da maestri del genere quali: Lucio Fulci, Mario Bava, Lamberto Bava, Fernando Di Leo e Joe D'Amato, recitando inoltre in Piedone l'africano al fianco di Bud Spencer e diretta da Steno, in Il Corsaro Nero al fianco di Kabir Bedi e diretta da Sergio Sollima, e in Il comune senso del pudore, diretta da Alberto Sordi. Memorabili le sue interpretazioni nei due classici horror di Lucio Fulci Black Cat (Gatto nero) e Quella villa accanto al cimitero come nella pellicola cult di Mario Bava Il rosso segno della follia.
Negli anni ottanta è nel cast del film pluripremiato e nomination all'Oscar La famiglia di Ettore Scola. Nella sua lunga carriera recita accanto a nomi noti nel grande cinema quali: Vittorio Gassman, Fanny Ardant, Philippe Leroy, Kim Rossi Stuart, Michele Placido, Florinda Bolkan, Philippe Noiret, Thomas Milian, Martin Balsam, Lee J. Cobb, Luc Merenda, Mel Ferrer, Rutger Hauer, Laura Betti, Gabriele Ferzetti, Valentina Cortese, Virna Lisi, Ottavia Piccolo, Ricky Tognazzi e Sergio Castellitto. Quasi sempre doppiata, la si può ascoltare recitare con la sua voce in W la foca e nelle serie televisive I ragazzi della 3ª C e I ragazzi del muretto.

## Filmografia

### Cinema

Dagmar Lassander in Femina ridens (1969)

Dagmar Lassander ne Il rosso segno della follia (1970)

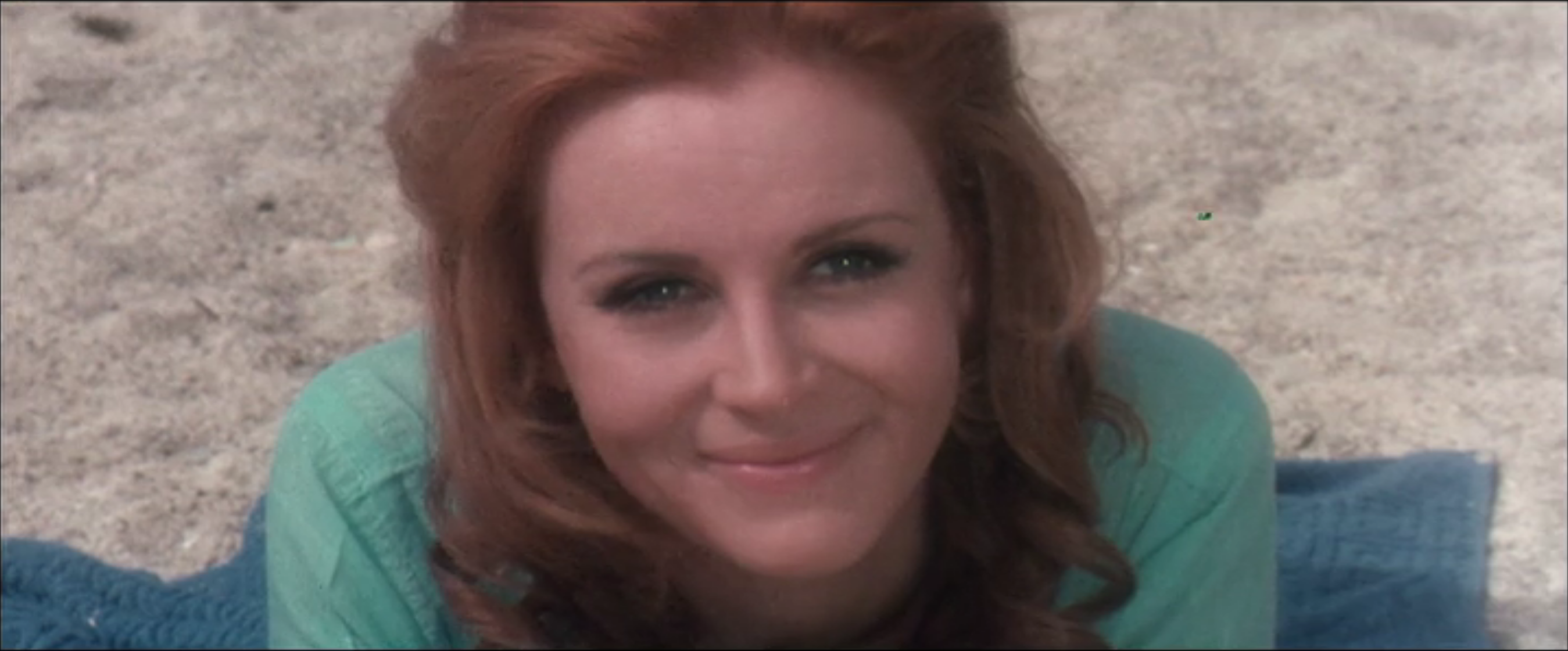
Dagmar Lassander in Guardami nuda (1972)

- Sperrbezirk, regia di Will Tremper (1966)
- Il club degli assassini (Der Mörderclub von Brooklyn), regia di Werner Jacobs (1967)
- Straßenbekanntschaften auf St. Pauli, regia di Werner Klingler (1968)
- Andrée - l'esasperazione del desiderio nell'amore femminile, regia di Hans Schott-Schöbinger (1968)
- Quartett im Bett, regia di Ulrich Schamoni (1968)
- Femina ridens, regia di Piero Schivazappa (1969)
- Pelle su pelle (Von Haut zu Haut), regia di Hans Schott-Schöbinger (1969)
- Un caso di coscienza, regia di Giovanni Grimaldi (1970)
- Il rosso segno della follia, regia di Mario Bava (1970)
- Le foto proibite di una signora per bene, regia di Luciano Ercoli (1970)
- Alibi nella luce rossa, regia di José Gutiérrez Maesso (1970)
- L'iguana dalla lingua di fuoco, regia di Riccardo Freda (1971)
- Guardami nuda, regia di Italo Alfaro (1972)
- Il consigliori, regia di Alberto De Martino (1973)
- Adolescenza perversa, regia di José Bénazéraf (1974)
- Basta con la guerra... facciamo l'amore, regia di Andrea Bianchi (1974)
- Una donna per sette bastardi, regia di Roberto Bianchi Montero (1974)
- La donna che violentò se stessa, regia di Adrian Hoven (1974)
- Verginità, regia di Marcello Andrei (1974)
- Il torcinaso - Quando il sangue diventa bollente, regia di Giancarlo Romitelli (1975)
- Peccati di gioventù, regia di Silvio Amadio (1975)
- Il vizio ha le calze nere, regia di Tano Cimarosa (1975)
- Lo stallone, regia di Tiziano Longo (1975)
- Frittata all'italiana, regia di Alfonso Brescia (1976)
- L'adolescente, regia di Alfonso Brescia (1976)
- La lupa mannara, regia di Rino Di Silvestro (1976)
- Il comune senso del pudore, regia di Alberto Sordi (1976)
- Gli amici di Nick Hezard, regia di Fernando Di Leo (1976)
- Emanuelle nera n° 2, regia di Bitto Albertini (1976)
- Classe mista, regia di Mariano Laurenti (1976)
- Atti impuri all'italiana, regia di Oscar Brazzi (1976)
- Puttana galera!, regia di Gianfranco Piccioli (1976)
- Prima notte di nozze, regia di Corrado Prisco (1976)
- Il Corsaro Nero, regia di Sergio Sollima (1976)
- Sfida sul fondo, regia di Melchiade Coletti (1976)
- Ritornano quelli della calibro 38, regia di Giuseppe Vari (1977)
- Niñas... al salón, regia di Vicente Escrivá (1977)
- I gabbiani volano basso, regia di Giorgio Cristallini (1978)
- Piedone l'africano, regia di Steno (1978)
- Zucchero, miele e peperoncino, regia di Sergio Martino (1980)
- Black Cat (Gatto nero), regia di Lucio Fulci (1981)
- Quella villa accanto al cimitero, regia di Lucio Fulci (1981)
- W la foca, regia di Nando Cicero (1982)
- S.A.S. à San Salvador, regia di Raoul Coutard (1983)
- Occhio, malocchio, prezzemolo e finocchio, regia di Sergio Martino (1983)
- Delitto in Formula Uno, regia di Bruno Corbucci (1984)
- Shark - Rosso nell'oceano, regia di Lamberto Bava (1984)
- Il piacere, regia di Joe D'Amato (1985)
- Das Wunder, regia di Eckhart Schmidt (1985)
- La famiglia, regia di Ettore Scola (1987)
- L'ingranaggio, regia di Silverio Blasi (1987)
- Topo Galileo, regia di Francesco Laudadio (1988)
- Tommaso, regia di Kim Rossi Stuart (2016)
- Due piccoli italiani, regia di Paolo Sassanelli (2018)
- Nevermind, regia di Eros Puglielli (2018)

### Televisione
- Orgel und Raketen, regia di Ferry Olsen – film TV (1967)
- Zavrashtane ot Rim – serie TV (1977)
- Racconti fantastici, regia di Daniele D'Anza – miniserie TV (1979)
- ...e la vita continua, regia di Dino Risi – film TV (1984)
- Affari di famiglia, regia di Marcello Fondato – film TV (1986)
- La piovra 2 – serie TV (1986)
- I ragazzi della 3ª C – serie TV, 5 episodi (1987)
- Aeroporto internazionale – serie TV (1987)
- Cerco l'amore, regia di Marcello Fondato – miniserie TV (1988)
- Passi d'amore, regia di Sergio Sollima – miniserie TV (1989)
- I ragazzi del muretto – serie TV (1991)
- A cavallo della fortuna (Alles Glück dieser Erde) – serie TV (1994)

## Doppiatrici italiane
- Rita Savagnone in Femina ridens, Il corsaro nero, Classe mista, I gabbiani volano basso
- Solvejg D'Assunta in Occhio, malocchio, prezzemolo e finocchio, Zucchero, miele e peperoncino
- Paila Pavese in Delitto in Formula Uno
- Anna Teresa Eugeni in Peccati di gioventù
- Germana Dominici in Black Cat (Gatto nero)
- Maria Pia Di Meo in Quella villa accanto al cimitero
- Vittoria Febbi in Piedone l'africano